# Кіор Олег Ігорович
Кіор Олег Ігорович — старший матрос Збройних сил України, учасник російсько-української війни.

## Нагороди
8 серпня нагороджений медаллю «За військову службу Україні». 8 вересня 2014 року — за особисту мужність і героїзм, виявлені у захисті державного суверенітету та територіальної цілісності України, вірність військовій присязі під час російсько-української війни, відзначений — нагороджений орденом «За мужність» III ступеня.